# Kalk

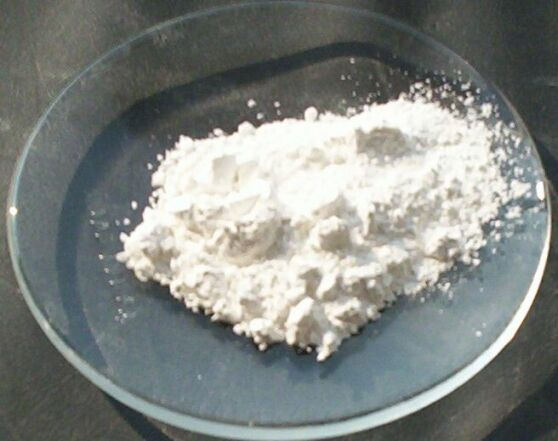
Gebluste kalk

Kalk is de aanduiding voor een aantal alkalische zouten van calcium, zoals calciumoxide (ook wel ongebluste kalk), calciumhydroxide (gebluste kalk), calciumcarbonaat en calciumwaterstofcarbonaat.
In de natuur komt kalk voor als calciumcarbonaat in onder meer kalksteen en mergel. Ook levende wezens bezitten delen die veel kalk bevatten, zoals beenderen, schelpen en pantsers van bijvoorbeeld koralen. Kalksteen is ontstaan uit kalkrijke overblijfselen van dode zeedieren.
Kalkachtige producten worden verkregen uit kalksteen, schelpen en beenderen.

## Winning
Vroeger werd kalk vervaardigd door het branden van schelpen (schelpkalk).
In Nederland werd tot 2018 kalksteen (in de vorm van mergel) gewonnen in de ENCI-groeve ten zuiden van Maastricht. Ook in de steengroeve van Winterswijk wordt sinds 1932 kalksteen gewonnen (Muschelkalk). Meerdere groeven bevinden of bevonden zich in Zuid-Limburg. Hiervan is Groeve 't Rooth de grootste. Vele andere, voornamelijk kleinschalige, groeven zijn verlaten.

## Gebruik
Kalk in de vorm van calciumcarbonaat wordt gebruikt als bodemverbeteraar in land- en tuinbouw. Hoewel het nauwelijks door de planten wordt opgenomen, is het onmisbaar, omdat het zuren (als oxaalzuur) neutraliseert. Daarmee wordt plantvergiftiging voorkomen. Kalk is noodzakelijk voor de vorming van humus, het verbetert de structuur van de bodem en de opname van voedingsstoffen. Verder bevordert het de stikstofbinding die van bacteriën komt. Vijvers en dergelijke kunnen eveneens worden bekalkt om de pH-waarde te verhogen.
Ook voor dierlijke organismen is kalk onmisbaar. Daarom wordt calciumcarbonaat aan mengvoeder toegevoegd, zowel in de vorm van steenkalk als in de vorm van beendermeel.

### Bouwmateriaal
De belangrijkste toepassing van kalk is echter die als bouwmateriaal. Kalksteen is de grondstof voor de productie van cement, waartoe het in roterende ovens wordt gebrand tot cementklinker, met eventuele toevoeging van klei en dergelijke.

### Branden en blussen
Hiernaast wordt kalk, in de vorm van calciumhydroxide (Ca(OH)2) veel gebruikt als bind- en/of witmiddel. De kalksteenbrokken (of de schelpen) worden daartoe gebrand in een kalkoven tot CaO (ongebluste kalk), dat door toevoeging van water (blussen) in calciumhydroxide (gebluste kalk) overgaat, waarbij een aanzienlijke hoeveelheid warmte vrijkomt. Dit calciumhydroxide is in staat om uit te harden door opname van CO2 uit de lucht. Het blussen kan gebeuren door overmaat water toe te voegen (nat blussen), dan wel door een beperkte hoeveelheid water toe te voegen (droog blussen). Bij het droog blussen zorgt men dat het blusproces langzaam verloopt en de hierbij ontwikkelde warmte gebruikt wordt om eventueel overtollig water te verdampen. Aldus houdt men een droog kalkpoeder over. Het nat blussen levert kalkmelk op, dat men in een kuil laat lopen. Overtollig water verdwijnt in de bodem en uiteindelijk houdt men een deegachtige massa over die, indien goed afgedekt, zeer lang houdbaar is. Putkalk ontstaat door de gebluste kalk lange tijd, met een overmaat aan water, te bewaren. Dit noemt men wel: in de rot zetten. Aldus ontstaan een fijn soort kalkdeeg, geschikt voor hoogwaardige toepassingen.
Ongebluste kalk is een grondstof voor kalkzandsteen.
Gebluste kalk vindt in de bouw toepassing als:
- Witkalk, een kalkmelk gebruikt voor het witten van onder meer plafonds, kelders en dergelijke. Het neemt vocht op en het werkt schimmelwerend. Het wordt ook op de onderkant van bomen gesmeerd om insecten te weren.
- Ingrediënt van mortel, waarbij het als bindmiddel fungeert.
- Voegen van tegels.
- Pleisteren voor het stukadoren van muren, plafonds en dergelijke.

### Luchtkalk en hydraulische kalk
Een verdere indeling van kalksoorten is in: luchtkalk en hydraulische kalk.
Luchtkalk, in mortels gebruikt, droogt aan de lucht door opname van CO2. Het wordt door branden vervaardigd uit vrijwel zuiver calciumcarbonaat.
Hydraulische kalk wordt door branden vervaardigd uit calciumcarbonaat dat met diverse klei-achtige mineralen is verontreinigd. Het is deels luchthardend en deels waterhardend en kent een zekere elasticiteit.

## Kalkaanslag
Wat men kalk noemt in "hard" kraanwater is opgelost calciumwaterstofcarbonaat (en magnesiumzouten). Wordt het water gekookt, dan ontleedt het waterstofcarbonaat ion in kooldioxide, water en een carbonaat-ion, waardoor de oplosbaarheid afneemt, en slaat het calciumcarbonaat neer of zet zich af aan wanden. In het laatste geval ziet men dit bij de hete delen van een pan of het verwarmingselement van een waterkoker. Deze vorm van calciumcarbonaat wordt kalkaanslag of ketelsteen genoemd.